# Claes Ericson
Claes Harald Ericson, född 4 april 1977, är en svensk författare och förläggare.
Ericson har skrivit tre faktaböcker om Ryssland och en historisk roman. Han driver bokförlaget Bookmark förlag, som ger ut svensk kriminallitteratur i USA under imprintet Stockholm Text och svensk och översatt skönlitteratur i Sverige under imprintet Bookmark förlag.